# 1988年のワールドシリーズ
1988年の野球において、メジャーリーグベースボール（MLB）優勝決定戦の第85回ワールドシリーズ（英語: 85th World Series）は、10月15日から20日にかけて計5試合が開催された。その結果、ロサンゼルス・ドジャース（ナショナルリーグ）がオークランド・アスレチックス（アメリカンリーグ）を4勝1敗で下し、7年ぶり6回目の優勝を果たした。
両チームの対戦は、1974年以来14年ぶり2回目。ドジャースの外野手カーク・ギブソンは、両脚の故障により試合出場どころか普通に歩くこともままならない状況だったものの、第1戦の1点を追う9回裏に代打で登場すると逆転サヨナラ2点本塁打を放ち、足をひきずりながらベースを一周した。この場面は、
- ESPN.comのワールドシリーズ名場面読者投票で、総投票数900超のうち154票を獲得し1位（2001年）[4]
- 『ニューヨーク・タイムズ』のデーブ・アンダーソンによる「ワールドシリーズ名場面トップ10」第10位（2003年）[5]
- 『タイム』選定「ワールドシリーズ名場面トップ10」のひとつに選出（2014年）[6]
- FOXスポーツの「ワールドシリーズ名場面トップ15」第3位（2016年）[7]
- 『スポーツ・イラストレイテッド』選定「スポーツ名場面トップ100」第62位（2016年）[8]

というように、複数のメディアによってシリーズ史に残る劇的な場面と評価されている。シリーズMVPには、第2戦と第5戦の2度の先発登板でいずれも完投勝利を挙げ、2勝0敗・防御率1.00という成績を残したドジャースのオーレル・ハーシュハイザーが選出された。

## 試合結果
1988年のワールドシリーズは10月15日に開幕し、途中に移動日を挟んで6日間で5試合が行われた。日程・結果は以下の通り。
| 日付                                                    | 試合  | ビジター球団（先攻）         | スコア | ホーム球団（後攻）           | 開催球場                                        | 開催球場                                                           |
| ------------------------------------------------------- | ----- | ---------------------------- | ------ | ---------------------------- | ----------------------------------------------- | ------------------------------------------------------------------ |
| 10月15日（土）                                          | 第1戦 | オークランド・アスレチックス | 4－5x  | ロサンゼルス・ドジャース     | ドジャー・スタジアム                            | ドジャー・スタジアムオークランド・アラメダ・カウンティ・コロシアム |
| 10月16日（日）                                          | 第2戦 | オークランド・アスレチックス | 0－6   | ロサンゼルス・ドジャース     | ドジャー・スタジアム                            | ドジャー・スタジアムオークランド・アラメダ・カウンティ・コロシアム |
| 10月17日（月）                                          |       | 移動日                       | 移動日 | 移動日                       |                                                 | ドジャー・スタジアムオークランド・アラメダ・カウンティ・コロシアム |
| 10月18日（火）                                          | 第3戦 | ロサンゼルス・ドジャース     | 1－2x  | オークランド・アスレチックス | オークランド・アラメダ・ カウンティ・コロシアム | ドジャー・スタジアムオークランド・アラメダ・カウンティ・コロシアム |
| 10月19日（水）                                          | 第4戦 | ロサンゼルス・ドジャース     | 4－3   | オークランド・アスレチックス | オークランド・アラメダ・ カウンティ・コロシアム | ドジャー・スタジアムオークランド・アラメダ・カウンティ・コロシアム |
| 10月20日（木）                                          | 第5戦 | ロサンゼルス・ドジャース     | 5－2   | オークランド・アスレチックス | オークランド・アラメダ・ カウンティ・コロシアム | ドジャー・スタジアムオークランド・アラメダ・カウンティ・コロシアム |
| 優勝：ロサンゼルス・ドジャース（4勝1敗 / 7年ぶり6度目） |       |                              |        |                              |                                                 | ドジャー・スタジアムオークランド・アラメダ・カウンティ・コロシアム |

### 第1戦 10月15日
- ドジャー・スタジアム（カリフォルニア州ロサンゼルス）

|                              | 1 | 2 | 3 | 4 | 5 | 6 | 7 | 8 | 9  | R | H | E |
| ---------------------------- | - | - | - | - | - | - | - | - | -- | - | - | - |
| オークランド・アスレチックス | 0 | 4 | 0 | 0 | 0 | 0 | 0 | 0 | 0  | 4 | 7 | 0 |
| ロサンゼルス・ドジャース     | 2 | 0 | 0 | 0 | 0 | 1 | 0 | 0 | 2x | 5 | 7 | 0 |

1. 勝利：アレハンドロ・ペーニャ（1勝）
2. 敗戦：デニス・エカーズリー（1敗）
3. 本塁打
OAK：ホセ・カンセコ1号満塁
LAD：ミッキー・ハッチャー1号2ラン、カーク・ギブソン1号2ラン
4. 審判
［球審］ダグ・ハーヴェイ（NL）
［塁審］一塁: ダーウッド・メリル（AL）、二塁: ブルース・フローミング（NL）、三塁: デリル・カズンズ（AL）
［外審］左翼: ジェリー・クロフォード（NL）、右翼: ラリー・マッコイ（AL）
5. 試合開始時刻: 太平洋夏時間（UTC-7）午後5時35分  試合時間: 3時間4分  観客: 5万5983人
詳細: MLB.com Gameday / Baseball-Reference.com

| オークランド・アスレチックス | オークランド・アスレチックス | オークランド・アスレチックス | オークランド・アスレチックス | オークランド・アスレチックス | ロサンゼルス・ドジャース | ロサンゼルス・ドジャース | ロサンゼルス・ドジャース | ロサンゼルス・ドジャース | ロサンゼルス・ドジャース                                                                                                  |
| ---------------------------- | ---------------------------- | ---------------------------- | ---------------------------- | --- | ------------------------ | ------------------------ | ------------------------ | ------------------------ | --- |
| 打順                         | 守備                         | 選手                         | 打席                         | D・スチュワートT・スタインバックM・マグワイアG・ハバードC・ランス · フォードW・ワイスD・パーカーD・ヘンダーソンJ・カンセコ（なし） | 打順                     | 守備                     | 選手                     | 打席                     | T・ベルチャーM・ソーシアF・スタッブスS・サックスJ・ハミルトンA・グリフィンM・ハッチャーJ・シェルビーM・マーシャル（なし） |
| 1                            | 三                           | C・ランスフォード            | 右                           | D・スチュワートT・スタインバックM・マグワイアG・ハバードC・ランス · フォードW・ワイスD・パーカーD・ヘンダーソンJ・カンセコ（なし） | 1                        | 二                       | S・サックス              | 右                       | T・ベルチャーM・ソーシアF・スタッブスS・サックスJ・ハミルトンA・グリフィンM・ハッチャーJ・シェルビーM・マーシャル（なし） |
| 2                            | 中                           | D・ヘンダーソン              | 右                           | D・スチュワートT・スタインバックM・マグワイアG・ハバードC・ランス · フォードW・ワイスD・パーカーD・ヘンダーソンJ・カンセコ（なし） | 2                        | 一                       | F・スタッブス            | 左                       | T・ベルチャーM・ソーシアF・スタッブスS・サックスJ・ハミルトンA・グリフィンM・ハッチャーJ・シェルビーM・マーシャル（なし） |
| 3                            | 右                           | J・カンセコ                  | 右                           | D・スチュワートT・スタインバックM・マグワイアG・ハバードC・ランス · フォードW・ワイスD・パーカーD・ヘンダーソンJ・カンセコ（なし） | 3                        | 左                       | M・ハッチャー            | 右                       | T・ベルチャーM・ソーシアF・スタッブスS・サックスJ・ハミルトンA・グリフィンM・ハッチャーJ・シェルビーM・マーシャル（なし） |
| 4                            | 左                           | D・パーカー                  | 左                           | D・スチュワートT・スタインバックM・マグワイアG・ハバードC・ランス · フォードW・ワイスD・パーカーD・ヘンダーソンJ・カンセコ（なし） | 4                        | 右                       | M・マーシャル            | 右                       | T・ベルチャーM・ソーシアF・スタッブスS・サックスJ・ハミルトンA・グリフィンM・ハッチャーJ・シェルビーM・マーシャル（なし） |
| 5                            | 一                           | M・マグワイア                | 右                           | D・スチュワートT・スタインバックM・マグワイアG・ハバードC・ランス · フォードW・ワイスD・パーカーD・ヘンダーソンJ・カンセコ（なし） | 5                        | 中                       | J・シェルビー            | 両                       | T・ベルチャーM・ソーシアF・スタッブスS・サックスJ・ハミルトンA・グリフィンM・ハッチャーJ・シェルビーM・マーシャル（なし） |
| 6                            | 捕                           | T・スタインバック            | 右                           | D・スチュワートT・スタインバックM・マグワイアG・ハバードC・ランス · フォードW・ワイスD・パーカーD・ヘンダーソンJ・カンセコ（なし） | 6                        | 捕                       | M・ソーシア              | 左                       | T・ベルチャーM・ソーシアF・スタッブスS・サックスJ・ハミルトンA・グリフィンM・ハッチャーJ・シェルビーM・マーシャル（なし） |
| 7                            | 二                           | G・ハバード                  | 右                           | D・スチュワートT・スタインバックM・マグワイアG・ハバードC・ランス · フォードW・ワイスD・パーカーD・ヘンダーソンJ・カンセコ（なし） | 7                        | 三                       | J・ハミルトン            | 右                       | T・ベルチャーM・ソーシアF・スタッブスS・サックスJ・ハミルトンA・グリフィンM・ハッチャーJ・シェルビーM・マーシャル（なし） |
| 8                            | 遊                           | W・ワイス                    | 両                           | D・スチュワートT・スタインバックM・マグワイアG・ハバードC・ランス · フォードW・ワイスD・パーカーD・ヘンダーソンJ・カンセコ（なし） | 8                        | 遊                       | A・グリフィン            | 両                       | T・ベルチャーM・ソーシアF・スタッブスS・サックスJ・ハミルトンA・グリフィンM・ハッチャーJ・シェルビーM・マーシャル（なし） |
| 9                            | 投                           | D・スチュワート              | 右                           | D・スチュワートT・スタインバックM・マグワイアG・ハバードC・ランス · フォードW・ワイスD・パーカーD・ヘンダーソンJ・カンセコ（なし） | 9                        | 投                       | T・ベルチャー            | 右                       | T・ベルチャーM・ソーシアF・スタッブスS・サックスJ・ハミルトンA・グリフィンM・ハッチャーJ・シェルビーM・マーシャル（なし） |
| 先発投手                     | 先発投手                     | 先発投手                     | 投球                         | D・スチュワートT・スタインバックM・マグワイアG・ハバードC・ランス · フォードW・ワイスD・パーカーD・ヘンダーソンJ・カンセコ（なし） | 先発投手                 | 先発投手                 | 先発投手                 | 投球                     | T・ベルチャーM・ソーシアF・スタッブスS・サックスJ・ハミルトンA・グリフィンM・ハッチャーJ・シェルビーM・マーシャル（なし） |
| D・スチュワート              | D・スチュワート              | D・スチュワート              | 右                           | D・スチュワートT・スタインバックM・マグワイアG・ハバードC・ランス · フォードW・ワイスD・パーカーD・ヘンダーソンJ・カンセコ（なし） | T・ベルチャー            | T・ベルチャー            | T・ベルチャー            | 右                       | T・ベルチャーM・ソーシアF・スタッブスS・サックスJ・ハミルトンA・グリフィンM・ハッチャーJ・シェルビーM・マーシャル（なし） |

### 第2戦 10月16日
- ドジャー・スタジアム（カリフォルニア州ロサンゼルス）

|                              | 1 | 2 | 3 | 4 | 5 | 6 | 7 | 8 | 9 | R | H  | E |
| ---------------------------- | - | - | - | - | - | - | - | - | - | - | -- | - |
| オークランド・アスレチックス | 0 | 0 | 0 | 0 | 0 | 0 | 0 | 0 | 0 | 0 | 3  | 0 |
| ロサンゼルス・ドジャース     | 0 | 0 | 5 | 1 | 0 | 0 | 0 | 0 | X | 6 | 10 | 1 |

1. 勝利：オーレル・ハーシュハイザー（1勝）
2. 敗戦：ストーム・デービス（1敗）
3. 本塁打
LAD：マイク・マーシャル1号3ラン
4. 審判
［球審］ダーウッド・メリル（AL）
［塁審］一塁: ブルース・フローミング（NL）、二塁: デリル・カズンズ（AL）、三塁: ジェリー・クロフォード（NL）
［外審］左翼: ラリー・マッコイ（AL）、右翼: ダグ・ハーヴェイ（NL）
5. 試合開始時刻: 太平洋夏時間（UTC-7）午後5時25分  試合時間: 2時間30分  観客: 5万6051人
詳細: MLB.com Gameday / Baseball-Reference.com

| オークランド・アスレチックス | オークランド・アスレチックス | オークランド・アスレチックス | オークランド・アスレチックス | オークランド・アスレチックス                                                                                             | ロサンゼルス・ドジャース | ロサンゼルス・ドジャース | ロサンゼルス・ドジャース | ロサンゼルス・ドジャース | ロサンゼルス・ドジャース |
| ---------------------------- | ---------------------------- | ---------------------------- | ---------------------------- | --- | ------------------------ | ------------------------ | ------------------------ | ------------------------ | --- |
| 打順                         | 守備                         | 選手                         | 打席                         | S・デービスR・ハッシーM・マグワイアG・ハバードC・ランス · フォードW・ワイスD・パーカーD・ヘンダーソンJ・カンセコ（なし） | 打順                     | 守備                     | 選手                     | 打席                     | O・ハーシュハイザーM・ソーシアF・スタッブスS・サックスJ・ハミルトンA・グリフィンM・ハッチャーJ・シェルビーM・マーシャル（なし） |
| 1                            | 三                           | C・ランスフォード            | 右                           | S・デービスR・ハッシーM・マグワイアG・ハバードC・ランス · フォードW・ワイスD・パーカーD・ヘンダーソンJ・カンセコ（なし） | 1                        | 二                       | S・サックス              | 右                       | O・ハーシュハイザーM・ソーシアF・スタッブスS・サックスJ・ハミルトンA・グリフィンM・ハッチャーJ・シェルビーM・マーシャル（なし） |
| 2                            | 中                           | D・ヘンダーソン              | 右                           | S・デービスR・ハッシーM・マグワイアG・ハバードC・ランス · フォードW・ワイスD・パーカーD・ヘンダーソンJ・カンセコ（なし） | 2                        | 一                       | F・スタッブス            | 左                       | O・ハーシュハイザーM・ソーシアF・スタッブスS・サックスJ・ハミルトンA・グリフィンM・ハッチャーJ・シェルビーM・マーシャル（なし） |
| 3                            | 右                           | J・カンセコ                  | 右                           | S・デービスR・ハッシーM・マグワイアG・ハバードC・ランス · フォードW・ワイスD・パーカーD・ヘンダーソンJ・カンセコ（なし） | 3                        | 左                       | M・ハッチャー            | 右                       | O・ハーシュハイザーM・ソーシアF・スタッブスS・サックスJ・ハミルトンA・グリフィンM・ハッチャーJ・シェルビーM・マーシャル（なし） |
| 4                            | 左                           | D・パーカー                  | 左                           | S・デービスR・ハッシーM・マグワイアG・ハバードC・ランス · フォードW・ワイスD・パーカーD・ヘンダーソンJ・カンセコ（なし） | 4                        | 右                       | M・マーシャル            | 右                       | O・ハーシュハイザーM・ソーシアF・スタッブスS・サックスJ・ハミルトンA・グリフィンM・ハッチャーJ・シェルビーM・マーシャル（なし） |
| 5                            | 一                           | M・マグワイア                | 右                           | S・デービスR・ハッシーM・マグワイアG・ハバードC・ランス · フォードW・ワイスD・パーカーD・ヘンダーソンJ・カンセコ（なし） | 5                        | 中                       | J・シェルビー            | 両                       | O・ハーシュハイザーM・ソーシアF・スタッブスS・サックスJ・ハミルトンA・グリフィンM・ハッチャーJ・シェルビーM・マーシャル（なし） |
| 6                            | 捕                           | R・ハッシー                  | 左                           | S・デービスR・ハッシーM・マグワイアG・ハバードC・ランス · フォードW・ワイスD・パーカーD・ヘンダーソンJ・カンセコ（なし） | 6                        | 捕                       | M・ソーシア              | 左                       | O・ハーシュハイザーM・ソーシアF・スタッブスS・サックスJ・ハミルトンA・グリフィンM・ハッチャーJ・シェルビーM・マーシャル（なし） |
| 7                            | 二                           | G・ハバード                  | 右                           | S・デービスR・ハッシーM・マグワイアG・ハバードC・ランス · フォードW・ワイスD・パーカーD・ヘンダーソンJ・カンセコ（なし） | 7                        | 三                       | J・ハミルトン            | 右                       | O・ハーシュハイザーM・ソーシアF・スタッブスS・サックスJ・ハミルトンA・グリフィンM・ハッチャーJ・シェルビーM・マーシャル（なし） |
| 8                            | 遊                           | W・ワイス                    | 両                           | S・デービスR・ハッシーM・マグワイアG・ハバードC・ランス · フォードW・ワイスD・パーカーD・ヘンダーソンJ・カンセコ（なし） | 8                        | 遊                       | A・グリフィン            | 両                       | O・ハーシュハイザーM・ソーシアF・スタッブスS・サックスJ・ハミルトンA・グリフィンM・ハッチャーJ・シェルビーM・マーシャル（なし） |
| 9                            | 投                           | S・デービス                  | 右                           | S・デービスR・ハッシーM・マグワイアG・ハバードC・ランス · フォードW・ワイスD・パーカーD・ヘンダーソンJ・カンセコ（なし） | 9                        | 投                       | O・ハーシュハイザー      | 右                       | O・ハーシュハイザーM・ソーシアF・スタッブスS・サックスJ・ハミルトンA・グリフィンM・ハッチャーJ・シェルビーM・マーシャル（なし） |
| 先発投手                     | 先発投手                     | 先発投手                     | 投球                         | S・デービスR・ハッシーM・マグワイアG・ハバードC・ランス · フォードW・ワイスD・パーカーD・ヘンダーソンJ・カンセコ（なし） | 先発投手                 | 先発投手                 | 先発投手                 | 投球                     | O・ハーシュハイザーM・ソーシアF・スタッブスS・サックスJ・ハミルトンA・グリフィンM・ハッチャーJ・シェルビーM・マーシャル（なし） |
| S・デービス                  | S・デービス                  | S・デービス                  | 右                           | S・デービスR・ハッシーM・マグワイアG・ハバードC・ランス · フォードW・ワイスD・パーカーD・ヘンダーソンJ・カンセコ（なし） | O・ハーシュハイザー      | O・ハーシュハイザー      | O・ハーシュハイザー      | 右                       | O・ハーシュハイザーM・ソーシアF・スタッブスS・サックスJ・ハミルトンA・グリフィンM・ハッチャーJ・シェルビーM・マーシャル（なし） |

### 第3戦 10月18日
- オークランド・アラメダ・カウンティ・コロシアム（カリフォルニア州オークランド）

|                              | 1 | 2 | 3 | 4 | 5 | 6 | 7 | 8 | 9  | R | H | E |
| ---------------------------- | - | - | - | - | - | - | - | - | -- | - | - | - |
| ロサンゼルス・ドジャース     | 0 | 0 | 0 | 0 | 1 | 0 | 0 | 0 | 0  | 1 | 8 | 1 |
| オークランド・アスレチックス | 0 | 0 | 1 | 0 | 0 | 0 | 0 | 0 | 1x | 2 | 5 | 0 |

1. 勝利：リック・ハニカット（1勝）
2. 敗戦：ジェイ・ハウエル（1敗）
3. 本塁打
OAK：マーク・マグワイア1号ソロ
4. 審判
［球審］ブルース・フローミング（NL）
［塁審］一塁: デリル・カズンズ（AL）、二塁: ジェリー・クロフォード（NL）、三塁: ラリー・マッコイ（AL）
［外審］左翼: ダグ・ハーヴェイ（NL）、右翼: ダーウッド・メリル（AL）
5. 試合開始時刻: 太平洋夏時間（UTC-7）午後5時35分  試合時間: 3時間21分  観客: 4万9316人
詳細: MLB.com Gameday / Baseball-Reference.com

| ロサンゼルス・ドジャース | ロサンゼルス・ドジャース | ロサンゼルス・ドジャース | ロサンゼルス・ドジャース | ロサンゼルス・ドジャース | オークランド・アスレチックス | オークランド・アスレチックス | オークランド・アスレチックス | オークランド・アスレチックス | オークランド・アスレチックス |
| ------------------------ | ------------------------ | ------------------------ | ------------------------ | --- | ---------------------------- | ---------------------------- | ---------------------------- | ---------------------------- | --- |
| 打順                     | 守備                     | 選手                     | 打席                     | J・テューダーM・ソーシアF・スタッブスS・サックスJ・ハミルトンA・グリフィンM・ハッチャーJ・シェルビーM・マーシャルM・デービス | 打順                         | 守備                         | 選手                         | 打席                         | B・ウェルチR・ハッシーM・マグワイアG・ハバードC・ランス · フォードW・ワイスT・フィリップスD・ヘンダーソンJ・カンセコT・スタイン · バック |
| 1                        | 二                       | S・サックス              | 右                       | J・テューダーM・ソーシアF・スタッブスS・サックスJ・ハミルトンA・グリフィンM・ハッチャーJ・シェルビーM・マーシャルM・デービス | 1                            | 左                           | T・フィリップス              | 両                           | B・ウェルチR・ハッシーM・マグワイアG・ハバードC・ランス · フォードW・ワイスT・フィリップスD・ヘンダーソンJ・カンセコT・スタイン · バック |
| 2                        | 一                       | F・スタッブス            | 左                       | J・テューダーM・ソーシアF・スタッブスS・サックスJ・ハミルトンA・グリフィンM・ハッチャーJ・シェルビーM・マーシャルM・デービス | 2                            | 中                           | D・ヘンダーソン              | 右                           | B・ウェルチR・ハッシーM・マグワイアG・ハバードC・ランス · フォードW・ワイスT・フィリップスD・ヘンダーソンJ・カンセコT・スタイン · バック |
| 3                        | 左                       | M・ハッチャー            | 右                       | J・テューダーM・ソーシアF・スタッブスS・サックスJ・ハミルトンA・グリフィンM・ハッチャーJ・シェルビーM・マーシャルM・デービス | 3                            | 右                           | J・カンセコ                  | 右                           | B・ウェルチR・ハッシーM・マグワイアG・ハバードC・ランス · フォードW・ワイスT・フィリップスD・ヘンダーソンJ・カンセコT・スタイン · バック |
| 4                        | 右                       | M・マーシャル            | 右                       | J・テューダーM・ソーシアF・スタッブスS・サックスJ・ハミルトンA・グリフィンM・ハッチャーJ・シェルビーM・マーシャルM・デービス | 4                            | 一                           | M・マグワイア                | 右                           | B・ウェルチR・ハッシーM・マグワイアG・ハバードC・ランス · フォードW・ワイスT・フィリップスD・ヘンダーソンJ・カンセコT・スタイン · バック |
| 5                        | 中                       | J・シェルビー            | 両                       | J・テューダーM・ソーシアF・スタッブスS・サックスJ・ハミルトンA・グリフィンM・ハッチャーJ・シェルビーM・マーシャルM・デービス | 5                            | DH                           | T・スタインバック            | 右                           | B・ウェルチR・ハッシーM・マグワイアG・ハバードC・ランス · フォードW・ワイスT・フィリップスD・ヘンダーソンJ・カンセコT・スタイン · バック |
| 6                        | DH                       | M・デービス              | 左                       | J・テューダーM・ソーシアF・スタッブスS・サックスJ・ハミルトンA・グリフィンM・ハッチャーJ・シェルビーM・マーシャルM・デービス | 6                            | 三                           | C・ランスフォード            | 右                           | B・ウェルチR・ハッシーM・マグワイアG・ハバードC・ランス · フォードW・ワイスT・フィリップスD・ヘンダーソンJ・カンセコT・スタイン · バック |
| 7                        | 捕                       | M・ソーシア              | 左                       | J・テューダーM・ソーシアF・スタッブスS・サックスJ・ハミルトンA・グリフィンM・ハッチャーJ・シェルビーM・マーシャルM・デービス | 7                            | 二                           | G・ハバード                  | 右                           | B・ウェルチR・ハッシーM・マグワイアG・ハバードC・ランス · フォードW・ワイスT・フィリップスD・ヘンダーソンJ・カンセコT・スタイン · バック |
| 8                        | 三                       | J・ハミルトン            | 右                       | J・テューダーM・ソーシアF・スタッブスS・サックスJ・ハミルトンA・グリフィンM・ハッチャーJ・シェルビーM・マーシャルM・デービス | 8                            | 捕                           | R・ハッシー                  | 左                           | B・ウェルチR・ハッシーM・マグワイアG・ハバードC・ランス · フォードW・ワイスT・フィリップスD・ヘンダーソンJ・カンセコT・スタイン · バック |
| 9                        | 遊                       | A・グリフィン            | 両                       | J・テューダーM・ソーシアF・スタッブスS・サックスJ・ハミルトンA・グリフィンM・ハッチャーJ・シェルビーM・マーシャルM・デービス | 9                            | 遊                           | W・ワイス                    | 両                           | B・ウェルチR・ハッシーM・マグワイアG・ハバードC・ランス · フォードW・ワイスT・フィリップスD・ヘンダーソンJ・カンセコT・スタイン · バック |
| 先発投手                 | 先発投手                 | 先発投手                 | 投球                     | J・テューダーM・ソーシアF・スタッブスS・サックスJ・ハミルトンA・グリフィンM・ハッチャーJ・シェルビーM・マーシャルM・デービス | 先発投手                     | 先発投手                     | 先発投手                     | 投球                         | B・ウェルチR・ハッシーM・マグワイアG・ハバードC・ランス · フォードW・ワイスT・フィリップスD・ヘンダーソンJ・カンセコT・スタイン · バック |
| J・テューダー            | J・テューダー            | J・テューダー            | 左                       | J・テューダーM・ソーシアF・スタッブスS・サックスJ・ハミルトンA・グリフィンM・ハッチャーJ・シェルビーM・マーシャルM・デービス | B・ウェルチ                  | B・ウェルチ                  | B・ウェルチ                  | 右                           | B・ウェルチR・ハッシーM・マグワイアG・ハバードC・ランス · フォードW・ワイスT・フィリップスD・ヘンダーソンJ・カンセコT・スタイン · バック |

### 第4戦 10月19日
- オークランド・アラメダ・カウンティ・コロシアム（カリフォルニア州オークランド）

|                              | 1 | 2 | 3 | 4 | 5 | 6 | 7 | 8 | 9 | R | H | E |
| ---------------------------- | - | - | - | - | - | - | - | - | - | - | - | - |
| ロサンゼルス・ドジャース     | 2 | 0 | 1 | 0 | 0 | 0 | 1 | 0 | 0 | 4 | 8 | 1 |
| オークランド・アスレチックス | 1 | 0 | 0 | 0 | 0 | 1 | 1 | 0 | 0 | 3 | 9 | 2 |

1. 勝利：ティム・ベルチャー（1勝）
2. セーブ：ジェイ・ハウエル（1敗1S）
3. 敗戦：デーブ・スチュワート（1敗）
4. 審判
［球審］デリル・カズンズ（AL）
［塁審］一塁: ジェリー・クロフォード（NL）、二塁: ラリー・マッコイ（AL）、三塁: ダグ・ハーヴェイ（NL）
［外審］左翼: ダーウッド・メリル（AL）、右翼: ブルース・フローミング（NL）
5. 試合開始時刻: 太平洋夏時間（UTC-7）午後5時25分  試合時間: 3時間5分  観客: 4万9317人
詳細: MLB.com Gameday / Baseball-Reference.com

| ロサンゼルス・ドジャース | ロサンゼルス・ドジャース | ロサンゼルス・ドジャース | ロサンゼルス・ドジャース | ロサンゼルス・ドジャース                                                                                                 | オークランド・アスレチックス | オークランド・アスレチックス | オークランド・アスレチックス | オークランド・アスレチックス | オークランド・アスレチックス |
| ------------------------ | ------------------------ | ------------------------ | ------------------------ | --- | ---------------------------- | ---------------------------- | ---------------------------- | ---------------------------- | --- |
| 打順                     | 守備                     | 選手                     | 打席                     | T・ベルチャーM・ソーシアF・スタッブスS・サックスJ・ハミルトンA・グリフィンM・ハッチャーJ・シェルビーM・デービスD・ヒープ | 打順                         | 守備                         | 選手                         | 打席                         | D・スチュワートT・スタインバックM・マグワイアG・ハバードC・ランス · フォードW・ワイスL・ポローニャD・ヘンダーソンJ・カンセコD・パーカー |
| 1                        | 二                       | S・サックス              | 右                       | T・ベルチャーM・ソーシアF・スタッブスS・サックスJ・ハミルトンA・グリフィンM・ハッチャーJ・シェルビーM・デービスD・ヒープ | 1                            | 左                           | L・ポローニャ                | 左                           | D・スチュワートT・スタインバックM・マグワイアG・ハバードC・ランス · フォードW・ワイスL・ポローニャD・ヘンダーソンJ・カンセコD・パーカー |
| 2                        | 一                       | F・スタッブス            | 左                       | T・ベルチャーM・ソーシアF・スタッブスS・サックスJ・ハミルトンA・グリフィンM・ハッチャーJ・シェルビーM・デービスD・ヒープ | 2                            | 中                           | D・ヘンダーソン              | 右                           | D・スチュワートT・スタインバックM・マグワイアG・ハバードC・ランス · フォードW・ワイスL・ポローニャD・ヘンダーソンJ・カンセコD・パーカー |
| 3                        | 左                       | M・ハッチャー            | 右                       | T・ベルチャーM・ソーシアF・スタッブスS・サックスJ・ハミルトンA・グリフィンM・ハッチャーJ・シェルビーM・デービスD・ヒープ | 3                            | 右                           | J・カンセコ                  | 右                           | D・スチュワートT・スタインバックM・マグワイアG・ハバードC・ランス · フォードW・ワイスL・ポローニャD・ヘンダーソンJ・カンセコD・パーカー |
| 4                        | 右                       | M・デービス              | 左                       | T・ベルチャーM・ソーシアF・スタッブスS・サックスJ・ハミルトンA・グリフィンM・ハッチャーJ・シェルビーM・デービスD・ヒープ | 4                            | DH                           | D・パーカー                  | 左                           | D・スチュワートT・スタインバックM・マグワイアG・ハバードC・ランス · フォードW・ワイスL・ポローニャD・ヘンダーソンJ・カンセコD・パーカー |
| 5                        | 中                       | J・シェルビー            | 両                       | T・ベルチャーM・ソーシアF・スタッブスS・サックスJ・ハミルトンA・グリフィンM・ハッチャーJ・シェルビーM・デービスD・ヒープ | 5                            | 一                           | M・マグワイア                | 右                           | D・スチュワートT・スタインバックM・マグワイアG・ハバードC・ランス · フォードW・ワイスL・ポローニャD・ヘンダーソンJ・カンセコD・パーカー |
| 6                        | 捕                       | M・ソーシア              | 左                       | T・ベルチャーM・ソーシアF・スタッブスS・サックスJ・ハミルトンA・グリフィンM・ハッチャーJ・シェルビーM・デービスD・ヒープ | 6                            | 三                           | C・ランスフォード            | 右                           | D・スチュワートT・スタインバックM・マグワイアG・ハバードC・ランス · フォードW・ワイスL・ポローニャD・ヘンダーソンJ・カンセコD・パーカー |
| 7                        | DH                       | D・ヒープ                | 左                       | T・ベルチャーM・ソーシアF・スタッブスS・サックスJ・ハミルトンA・グリフィンM・ハッチャーJ・シェルビーM・デービスD・ヒープ | 7                            | 捕                           | T・スタインバック            | 右                           | D・スチュワートT・スタインバックM・マグワイアG・ハバードC・ランス · フォードW・ワイスL・ポローニャD・ヘンダーソンJ・カンセコD・パーカー |
| 8                        | 三                       | J・ハミルトン            | 右                       | T・ベルチャーM・ソーシアF・スタッブスS・サックスJ・ハミルトンA・グリフィンM・ハッチャーJ・シェルビーM・デービスD・ヒープ | 8                            | 二                           | G・ハバード                  | 右                           | D・スチュワートT・スタインバックM・マグワイアG・ハバードC・ランス · フォードW・ワイスL・ポローニャD・ヘンダーソンJ・カンセコD・パーカー |
| 9                        | 遊                       | A・グリフィン            | 両                       | T・ベルチャーM・ソーシアF・スタッブスS・サックスJ・ハミルトンA・グリフィンM・ハッチャーJ・シェルビーM・デービスD・ヒープ | 9                            | 遊                           | W・ワイス                    | 両                           | D・スチュワートT・スタインバックM・マグワイアG・ハバードC・ランス · フォードW・ワイスL・ポローニャD・ヘンダーソンJ・カンセコD・パーカー |
| 先発投手                 | 先発投手                 | 先発投手                 | 投球                     | T・ベルチャーM・ソーシアF・スタッブスS・サックスJ・ハミルトンA・グリフィンM・ハッチャーJ・シェルビーM・デービスD・ヒープ | 先発投手                     | 先発投手                     | 先発投手                     | 投球                         | D・スチュワートT・スタインバックM・マグワイアG・ハバードC・ランス · フォードW・ワイスL・ポローニャD・ヘンダーソンJ・カンセコD・パーカー |
| T・ベルチャー            | T・ベルチャー            | T・ベルチャー            | 右                       | T・ベルチャーM・ソーシアF・スタッブスS・サックスJ・ハミルトンA・グリフィンM・ハッチャーJ・シェルビーM・デービスD・ヒープ | D・スチュワート              | D・スチュワート              | D・スチュワート              | 右                           | D・スチュワートT・スタインバックM・マグワイアG・ハバードC・ランス · フォードW・ワイスL・ポローニャD・ヘンダーソンJ・カンセコD・パーカー |

### 第5戦 10月20日
- オークランド・アラメダ・カウンティ・コロシアム（カリフォルニア州オークランド）

|                              | 1 | 2 | 3 | 4 | 5 | 6 | 7 | 8 | 9 | R | H | E |
| ---------------------------- | - | - | - | - | - | - | - | - | - | - | - | - |
| ロサンゼルス・ドジャース     | 2 | 0 | 0 | 2 | 0 | 1 | 0 | 0 | 0 | 5 | 8 | 0 |
| オークランド・アスレチックス | 0 | 0 | 1 | 0 | 0 | 0 | 0 | 1 | 0 | 2 | 4 | 0 |

1. 勝利：オーレル・ハーシュハイザー（2勝）
2. 敗戦：ストーム・デービス（2敗）
3. 本塁打
LAD：ミッキー・ハッチャー2号2ラン、マイク・デービス1号2ラン
4. 審判
［球審］ジェリー・クロフォード（NL）
［塁審］一塁: ラリー・マッコイ（AL）、二塁: ダグ・ハーヴェイ（NL）、三塁: ダーウッド・メリル（AL）
［外審］左翼: ブルース・フローミング（NL）、右翼: デリル・カズンズ（AL）
5. 試合開始時刻: 太平洋夏時間（UTC-7）午後5時35分  試合時間: 2時間51分  観客: 4万9317人
詳細: MLB.com Gameday / Baseball-Reference.com

| ロサンゼルス・ドジャース | ロサンゼルス・ドジャース | ロサンゼルス・ドジャース | ロサンゼルス・ドジャース | ロサンゼルス・ドジャース | オークランド・アスレチックス | オークランド・アスレチックス | オークランド・アスレチックス | オークランド・アスレチックス | オークランド・アスレチックス |
| ------------------------ | ------------------------ | ------------------------ | ------------------------ | --- | ---------------------------- | ---------------------------- | ---------------------------- | ---------------------------- | --- |
| 打順                     | 守備                     | 選手                     | 打席                     | O・ハーシュハイザーR・デンプシーF・スタッブスS・サックスJ・ハミルトンA・グリフィンM・ハッチャーJ・シェルビーM・マーシャルM・デービス | 打順                         | 守備                         | 選手                         | 打席                         | S・デービスR・ハッシーM・マグワイアT・フィリップスC・ランス · フォードW・ワイスS・ハビアーD・ヘンダーソンJ・カンセコD・パーカー |
| 1                        | 二                       | S・サックス              | 右                       | O・ハーシュハイザーR・デンプシーF・スタッブスS・サックスJ・ハミルトンA・グリフィンM・ハッチャーJ・シェルビーM・マーシャルM・デービス | 1                            | 左                           | S・ハビアー                  | 両                           | S・デービスR・ハッシーM・マグワイアT・フィリップスC・ランス · フォードW・ワイスS・ハビアーD・ヘンダーソンJ・カンセコD・パーカー |
| 2                        | 一                       | F・スタッブス            | 左                       | O・ハーシュハイザーR・デンプシーF・スタッブスS・サックスJ・ハミルトンA・グリフィンM・ハッチャーJ・シェルビーM・マーシャルM・デービス | 2                            | 中                           | D・ヘンダーソン              | 右                           | S・デービスR・ハッシーM・マグワイアT・フィリップスC・ランス · フォードW・ワイスS・ハビアーD・ヘンダーソンJ・カンセコD・パーカー |
| 3                        | 左                       | M・ハッチャー            | 右                       | O・ハーシュハイザーR・デンプシーF・スタッブスS・サックスJ・ハミルトンA・グリフィンM・ハッチャーJ・シェルビーM・マーシャルM・デービス | 3                            | 右                           | J・カンセコ                  | 右                           | S・デービスR・ハッシーM・マグワイアT・フィリップスC・ランス · フォードW・ワイスS・ハビアーD・ヘンダーソンJ・カンセコD・パーカー |
| 4                        | 右                       | M・マーシャル            | 右                       | O・ハーシュハイザーR・デンプシーF・スタッブスS・サックスJ・ハミルトンA・グリフィンM・ハッチャーJ・シェルビーM・マーシャルM・デービス | 4                            | DH                           | D・パーカー                  | 左                           | S・デービスR・ハッシーM・マグワイアT・フィリップスC・ランス · フォードW・ワイスS・ハビアーD・ヘンダーソンJ・カンセコD・パーカー |
| 5                        | 中                       | J・シェルビー            | 両                       | O・ハーシュハイザーR・デンプシーF・スタッブスS・サックスJ・ハミルトンA・グリフィンM・ハッチャーJ・シェルビーM・マーシャルM・デービス | 5                            | 一                           | M・マグワイア                | 右                           | S・デービスR・ハッシーM・マグワイアT・フィリップスC・ランス · フォードW・ワイスS・ハビアーD・ヘンダーソンJ・カンセコD・パーカー |
| 6                        | DH                       | M・デービス              | 左                       | O・ハーシュハイザーR・デンプシーF・スタッブスS・サックスJ・ハミルトンA・グリフィンM・ハッチャーJ・シェルビーM・マーシャルM・デービス | 6                            | 捕                           | R・ハッシー                  | 左                           | S・デービスR・ハッシーM・マグワイアT・フィリップスC・ランス · フォードW・ワイスS・ハビアーD・ヘンダーソンJ・カンセコD・パーカー |
| 7                        | 捕                       | R・デンプシー            | 右                       | O・ハーシュハイザーR・デンプシーF・スタッブスS・サックスJ・ハミルトンA・グリフィンM・ハッチャーJ・シェルビーM・マーシャルM・デービス | 7                            | 三                           | C・ランスフォード            | 右                           | S・デービスR・ハッシーM・マグワイアT・フィリップスC・ランス · フォードW・ワイスS・ハビアーD・ヘンダーソンJ・カンセコD・パーカー |
| 8                        | 三                       | J・ハミルトン            | 右                       | O・ハーシュハイザーR・デンプシーF・スタッブスS・サックスJ・ハミルトンA・グリフィンM・ハッチャーJ・シェルビーM・マーシャルM・デービス | 8                            | 二                           | T・フィリップス              | 両                           | S・デービスR・ハッシーM・マグワイアT・フィリップスC・ランス · フォードW・ワイスS・ハビアーD・ヘンダーソンJ・カンセコD・パーカー |
| 9                        | 遊                       | A・グリフィン            | 両                       | O・ハーシュハイザーR・デンプシーF・スタッブスS・サックスJ・ハミルトンA・グリフィンM・ハッチャーJ・シェルビーM・マーシャルM・デービス | 9                            | 遊                           | W・ワイス                    | 両                           | S・デービスR・ハッシーM・マグワイアT・フィリップスC・ランス · フォードW・ワイスS・ハビアーD・ヘンダーソンJ・カンセコD・パーカー |
| 先発投手                 | 先発投手                 | 先発投手                 | 投球                     | O・ハーシュハイザーR・デンプシーF・スタッブスS・サックスJ・ハミルトンA・グリフィンM・ハッチャーJ・シェルビーM・マーシャルM・デービス | 先発投手                     | 先発投手                     | 先発投手                     | 投球                         | S・デービスR・ハッシーM・マグワイアT・フィリップスC・ランス · フォードW・ワイスS・ハビアーD・ヘンダーソンJ・カンセコD・パーカー |
| O・ハーシュハイザー      | O・ハーシュハイザー      | O・ハーシュハイザー      | 右                       | O・ハーシュハイザーR・デンプシーF・スタッブスS・サックスJ・ハミルトンA・グリフィンM・ハッチャーJ・シェルビーM・マーシャルM・デービス | S・デービス                  | S・デービス                  | S・デービス                  | 右                           | S・デービスR・ハッシーM・マグワイアT・フィリップスC・ランス · フォードW・ワイスS・ハビアーD・ヘンダーソンJ・カンセコD・パーカー |